# Chamaeleo quadricornis
Chamaeleo quadricornis är en ödleart som beskrevs av  Gustav Tornier 1899. Chamaeleo quadricornis ingår i släktet Chamaeleo och familjen kameleonter.

## Underarter
Arten delas in i följande underarter:
- C. q. quadricornis
- C. q. gracilior